# Jan IV de Baenst
Jan IV de Baenst (ca. 1440 - 1494 of 1495) was een Vlaams edelman en politicus.

## Levensloop
Jan IV de Baenst, ridder van Sint-Joris-ten-Distel was de zoon van Jan III de Baenst en Margaretha de Fever.
Hij trouwde met Gertrude de Berlettes, dochter van ridder Thomas de Berlettes, president van de Raad van Vlaanderen. Ze hadden zes kinderen, met als oudste Jan V de Baenst.
Na het overlijden van zijn vader in 1486 erfde hij de heerlijkheden Sint-Joris-ten-Distel, Veldegoed, Zotschore en de Walschen te Beernem. Hij erfde ook het Brugse huis Sint-Joris in de Oude Burg, naast renten en gronden in Zeeuws-Vlaanderen en Henegouwen.
Hij was lid van het ridderlijk gezelschap Het Genootschap van de Witte Beer en nam deel aan de steekspelen in 1467, '68 en '69. Het eerste jaar won hij de hoofdprijs en werd forestier.

## Stadsbestuur
Jan IV was actief in het Brugse stadsbestuur:
- raadslid in 1467-68,
- hoofdman van het Sint-Niklaassestendeel in 1485-86,
- schepen in 1487-88.

Wellicht is het vanwege het odium dat op zijn vader rustte, dat hij nooit opklom tot het burgemeesterschap.
Tijdens de revolte in Brugge tegen Maximiliaan van Oostenrijk, vluchtte Jan IV, die een getrouwe van de aartshertog was, op 2 augustus 1490 uit de stad, samen met heel wat andere prominenten.